# Ilha Grande
Ilha Grande (z port. „duża wyspa”) – brazylijska wyspa położona w stanie Rio de Janeiro (część gminy Angra dos Reis). Długość wybrzeża wynosi ok. 130 km, w jego skład wchodzi 7 małych zatok oraz 106 plaż. Najwyższe wzniesienie (Pico da Pedra D'Água) liczy 1031 m. Na wyspie zachowały się gęste lasy tropikalne, jaskinie i strumienie. Klimat Ilha Grande jest wilgotny i gorący (średnia temperatur waha się pomiędzy 15-30 °C). 
Wyspa została odkryta w 1502 przez nawigatora André Gonsalvesa. Przez długi czas odgrywała rolę bazy zaopatrzeniowej (świeża woda, owoce) dla hiszpańskich i portugalskich statków. Odwiedzali ją często piraci tropiący hiszpańskie konwoje ze złotem. Ilha Grande stanowiła ważny punkt transportu niewolników. W XIX w. utworzony został lazaret a w 1903 kolonia karna. Do momentu rozwoju turystyki głównym zajęciem ludności pozostawało rybołówstwo.
Na wyspie żyje wiele gatunków zwierząt zagrożonych wyginięciem (m.in. leniwiec grzywiasty, kajman szerokopyski i kruczyniec rubinowy). Oprócz bogatych przyrodniczo terenów Ilha Grande pod ochroną pozostają także okalające ją wody, które słyną z niezwykłej obecności pingwinów magellańskich w akwenach zasiedlonych przez koralowce. Spotyka się tu również wale biskajskie południowe. 
Wyspa posiada połączenie promowe pomiędzy Villa do Abraao (główne osiedle Ilha Grande) a Angra dos Reis. Ze względu na ścisłą ochronę całej wyspy turystyka poddana jest pewnym ograniczeniom. Turyści mogą korzystać m.in. z pieszych wycieczek, spływów kajakowych, nurkowania, surfingu i wędkowania.